# Autoritratto cubista
Autoritratto cubista è un dipinto a tempera e collage su cartone di 104 × 75 cm realizzato nel 1923 dal pittore spagnolo Salvador Dalí.
È conservato nel Museo Nacional Centro de Arte Reina Sofía di Madrid.
Il dipinto risale agli anni in cui Dalí frequentava l'Accademia di Madrid ed era influenzato dal cubismo.
Nell'autoritratto, i cui colori predominanti sono il grigio e l'azzurro, si vede al centro della tela il volto del pittore, con in mano un giornale e degli oggetti personali come la pipa.
Le sfaccettature tipiche delle opere cubiste sono dipinte in modo da formare un getto dall'alto verso il basso.